# いわむらかずお

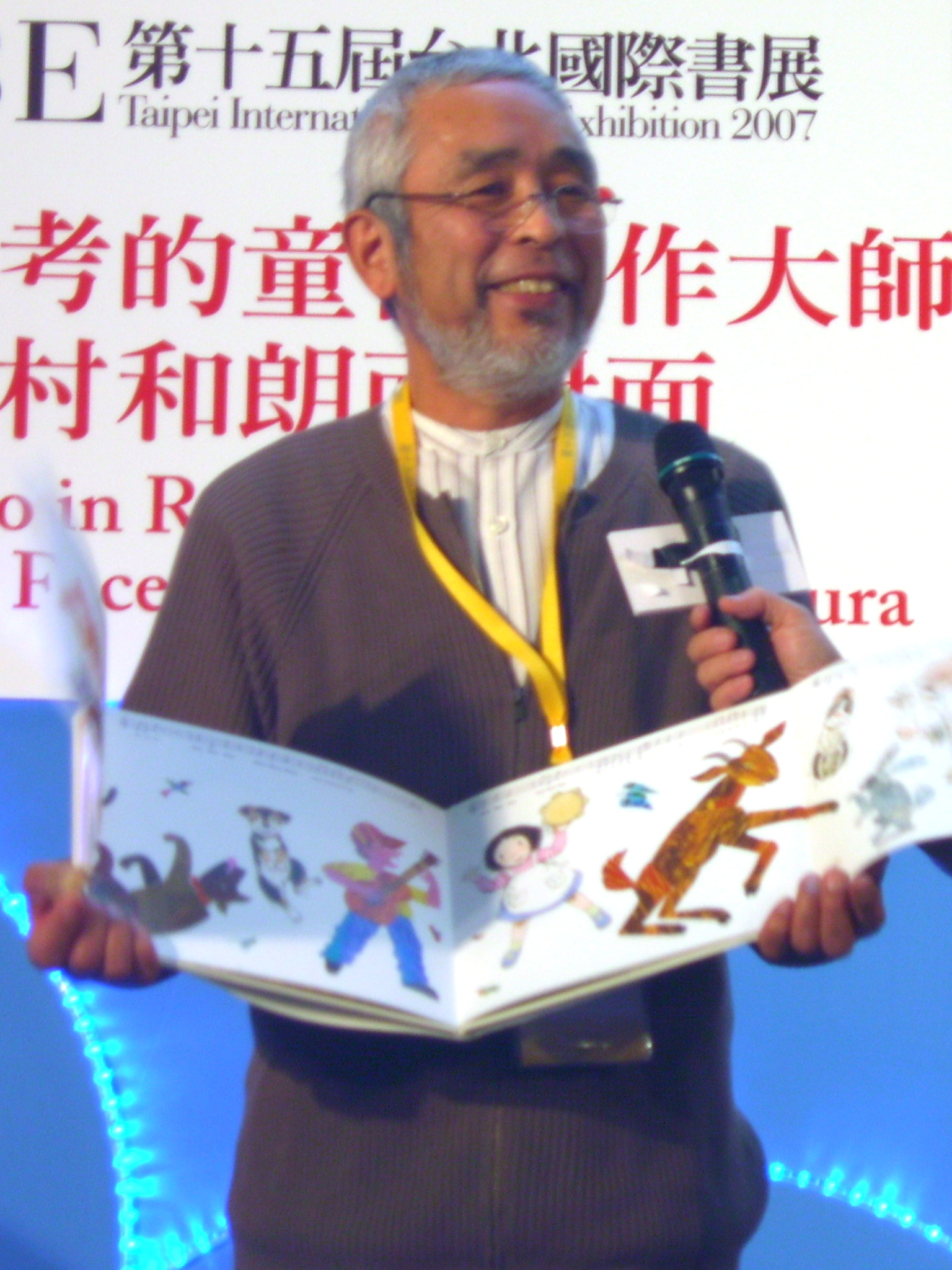
いわむらかずお（2007年撮影、第15回台北国際ブックフェアにて）

いわむら かずお（本名：岩村 和朗〈読み同じ〉、1939年4月3日 - 2024年12月19日）は、日本の絵本作家。代表作に『14ひきのひっこし』などの「14ひきのシリーズ」。

## 経歴
東京都足立区に生まれる。6人兄弟で育ち、5歳の時に兄と2人で秋田県の祖父母の家に疎開。戦後東京に戻り、杉並区の8畳一間の借家で8人暮らしをした。
1958年（昭和33年）に東京都立西高等学校、1964年（昭和39年）に東京芸術大学美術学部工芸科を卒業。サラリーマン生活を経て1970年（昭和45年）『ぷくぷくの絵本』で絵本作家デビュー。1975年（昭和50年）、36歳のときに栃木県芳賀郡益子町に移住、畑を耕しながら創作活動を続ける。
1983年（昭和58年）に出版された『14ひきのひっこし』・『14ひきのあさごはん』で、14匹のねずみの3世代家族が、豊かな自然を背景に、引越しや食料調達・料理に力を合わせて楽しく暮らす様子を、大きな見開き紙面いっぱいに描いた。「ひっこし」は2008年までに累計92万冊、「あさごはん」は同じく101万冊を売り上げ、後続のシリーズを含めロングセラーとなった。
「14ひきのシリーズ」全12冊の累計発行部数は800万部を超える。
子どものための哲学入門を絵本で作った「かんがえるカエルくん」など、擬人化した動物を主人公として描く作品が多い。
1998年（平成10年）、栃木県那須郡馬頭町（現那珂川町）に「いわむらかずお絵本の丘美術館」を開設し、館長を務める。
2024年12月19日、死去。85歳没。訃報は2025年1月に童心社のウェブサイトで報告された。

## 家族
長男は「いわむらかずお絵本の丘美術館」ミュージアムショップ責任者の岩村康一朗（1965年6月29日 - ）。二男は陶芸作家の岩村吉景（1974年6月10日 - ）。

## 受賞歴
- 『14ひきのあさごはん』で絵本にっぽん賞[7]
- 『14ひきのやまいも』ほかで小学館絵画賞
- 『ひとりぼっちのさいしゅうれっしゃ』でサンケイ児童出版文化賞
- 『かんがえるカエルくん』で講談社出版文化賞絵本賞[7]
- 栃木県文化功労者 2008年[5]
- フランス芸術文化勲章シュヴァリエ、2014年[9]